# Шерлок Голмс, детектив-консультант. Убивства на Темзі та інші справи
Шерлок Голмс, детектив-консультант. Убивства на Темзі та інші справи (англ. Sherlock Holmes Consulting Detective: The Thames Murders & Other Cases) — детективна настільна гра без кубиків і традиційного ігрового поля, але з набором матеріалів (мапа міста, газети, довідники). Ця дедукційна гра може бути як сольною, так і груповою. В Україні гра локалізована видавництвом Lord of Boards.

## Огляд
Гра, розроблена Гері Грейді, Реймондом Едвардсом і Сюзанною Голдберг, вперше з'явилася в 1981/82 роках у США під назвою Sherlock Holmes Consulting Detective від видавництва Sleuth Publications. Оновлені видання вийшли у 2011 році від французького видавництва Ystari Games та у 2016 році від Space Cowboys. У Німеччині гра була видана в 1984 році Franckh-Kosmos, а у 2020 році — Asmodee. У німецькому виданні автором зазначений Ентоні Урубюру.
Американський журнал Games Magazine у 1982 році включив гру до списку найкращих ігор року. У тому ж році вона отримала Charles S. Roberts Award (Origins Award) як найкраща фентезійна настільна гра. У 1985 році в Німеччині гра здобула премію Spiel des Jahres. Французьке видання 2011 року від Ystari Games у 2012 році отримало в Франції нагороду As d'Or — Jeu de l'Année у номінації «Приз журі».
Завдання гравців — розкрити десять злочинів у вікторіанському Лондоні часів Шерлока Голмса.

## Компоненти
Для розкриття злочинів гравцям доступні різні матеріали:
- Архів газет London Times зі статтями, які містять підказки.
- Адресна книга з інформацією про місцезнаходження осіб, яких можна допитати.
- Книга допитів із діалогами персонажів.
- Мапа міста, що допомагає пов'язати локації.
- Книга рішень, яка підтверджує правильність розслідування.

### Доповнення
Franckh-Kosmos випустив два доповнення в Німеччині. У 1986 році вийшло Sherlock Holmes Tatort London із п'ятьма новими справами, яке можна грати окремо. Того ж року з'явилося Sherlock Holmes Die Queen's Park Affaire з однією справою та зміненим ігровим концептом, яке підкреслює фактор часу в розслідуванні. Перші два видання досі часто зустрічаються на вторинному ринку, тоді як Queen's Park Affaire є рідкісним. У 2020 році до перевидання від Asmodee вийшла справа Verschwunden im Hyde Park.
В інших країнах з'явилися додаткові видання серії: 1988 — Adventures by Gaslight, 1995 — West End Adventures, 2020 — The Baker Street Irregulars. У 2016 році West End Adventures отримав розширену версію з новою справою про Джека-Різника.
Також вийшли короткі доповнення з однією справою: 2012 — La rançon du diable, 2013 — Les Masques Africains, 2014 — L'Homme Sans Visage, 2020 — An Irregular Meeting.

## Комп'ютерна гра
У 1991 році вийшла комп'ютерна адаптація Sherlock Holmes: Consulting Detective у форматі інтерактивного пригодницького фільму. До 1993 року було випущено ще два томи (Vol. II і Vol. III), які разом оцифрували дев'ять справ. У 2012 планувалося перевидання цієї пригоди.